# Lasioglossum aurantiacum
Lasioglossum aurantiacum är en biart som först beskrevs av Cockerell 1916.  Lasioglossum aurantiacum ingår i släktet smalbin, och familjen vägbin. Inga underarter finns listade i Catalogue of Life.